# سیلوارنا (میسیسیپی)
سیلوارنا (به انگلیسی: Sylvarena) روستایی در ایالت میسیسیپی کشور ایالات متحده آمریکا است که جمعیت آن در سرشماری سال ۲۰۱۰ میلادی، ۱۱۲
نفر بوده‌است.